# エドゥアルド・モントート
エドゥアルド・モントート（Édouard Montoute、1970年12月20日 - ）は、フランスの俳優。フランス領ギアナ出身。

## 出演作品
- TAXi ダイヤモンド・ミッション（アラン）
- 猟犬たちの夜 オルフェーヴル河岸36番地-パリ警視庁
- TAXi4（アラン）
- よげん（フランス語版）
- 迷宮の女（フランス語版）
- TAXi3（アラン）
- レッド・サイレン（オリベイラ）
- ファム・ファタール（ラシーン）
- TAXi2（アラン）
- TAXi（アラン）
- 憎しみ